# Epidiascoop

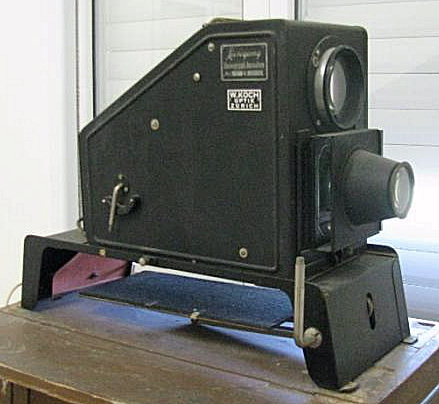
Een oude epidiascoop van de Duitse firma Liesegang

Een epidiascoop (Oudgrieks: επί epi = op, δία dia = door en σκοπεῖν skopein = kijken) is een projector die zowel als episcoop alsook als diascoop kan worden gebruikt, voor het projecteren van zowel ondoorzichtige afbeeldingen (foto's of tekeningen) alsook doorzichtige afbeeldingen (dia's) op een wand of projectiescherm. De epidiascoop kan tussen deze twee functies, meestal met een hendel, worden omgeschakeld.
Bij de hier afgebeelde epidiascoop wordt de afbeelding onder de projector gelegd en door het grote, bovenste objectief op het scherm geprojecteerd. Een diapositief (in dit geval nog in grootformaat) wordt zijdelings in de projector geschoven en door het kleinere, onderste objectief weergegeven. Net als de episcoop werd ook de epidiascoop vroeger veel voor onderwijsdoeleinden gebruikt maar is tegenwoordig vervangen door de videoprojector.